# Scopula perornata
Scopula perornata är en fjärilsart som beskrevs av Thierry-mieg 1905. Scopula perornata ingår i släktet Scopula och familjen mätare. Inga underarter finns listade.